# Javier Cano Gallego
Javier Cano Gallego (Utiel, Comunidad Valenciana, 19 de agosto de 1983), conocido como Javier Cano, es un entrenador español. Es segundo entrenador en el Lexington SC estadounidense desde 2024.

## Trayectoria deportiva
Natural de Utiel, en 2011 comenzaría su trayectoria en los banquillos trabando en el Villarreal CF fútbol base, donde trabajaría hasta 2017.
En la temporada 2017-18, firma por el filial del Sportovní Klub Slavia Praga de la Liga Nacional de Fútbol de la República Checa. 
El 4 de octubre de 2018, firma como segundo entrenador de Ben Olsen en el D.C. United de la Major League Soccer y también sería dirigiría a su equipo juvenil, cargo que ocuparía hasta junio de 2020.
El 15 de junio de 2020, firma como entrenador del equipo juvenil del Austin FC.
El 12 de enero de 2023, firma como entrenador del North Texas Soccer Club de la MLS Next Pro, el tercer nivel del fútbol estadounidense.

## Clubes

### Como entrenador
| Club                                    | País            | Año           |
| --------------------------------------- | --------------- | ------------- |
| Villarreal CF fútbol base               | España          | 2011 - 2017   |
| Sportovní Klub Slavia Praga "B"         | República Checa | 2017 - 2018   |
| D.C. United (2º Entrenador y Juveniles) | Estados Unidos  | 2018 - 2020   |
| Austin FC Juvenil                       | Estados Unidos  | 2020 - 2023   |
| North Texas Soccer Club                 | Estados Unidos  | 2023          |
| Lexington SC (2º Entrenador)            | Estados Unidos  | 2024-presente |